# حسن‌آباد (خلجستان)
حسن آباد، روستایی است از توابع بخش خلجستان در استان قم ایران.

## جمعیت
این روستا در دهستان دستجرد (قم) قرار دارد و براساس سرشماری مرکز آمار ایران در سال ۱۳۸۵، جمعیت آن۶۶ نفر (۲۲خانوار) بوده‌است.